# Macrocarpaea bubops
Macrocarpaea bubops är en gentianaväxtart som beskrevs av Jason Randall Grant och Struwe. Macrocarpaea bubops ingår i släktet Macrocarpaea och familjen gentianaväxter. Inga underarter finns listade i Catalogue of Life.